# Завоя (Польша)
Завоя (польск. Zawoja) — деревня в Польше, расположена в Малопольском воеводстве, в Сухском повяте, в гмине Завоя, в долине реки Скавица при границе со Словакией.
В годах 1975—1998 деревня находилась в Бельском воеводстве.
Деревня Завоя — это отправная точка для туризма в районе Бабьей горы (1725 м). Здесь находится Бабёгурский национальный парк, который был объявлен заповедником в 1954 году.
По данным с 2018 года, количество жителей в деревне составляет 7269 человек. Завоя является самой большой (ок. 100 км²) и самой длинной деревней в Польше (ок. 18 км). Название происходит от валашского слова zavoiu, что в переводе означает «лес над рекой».

## Галерея

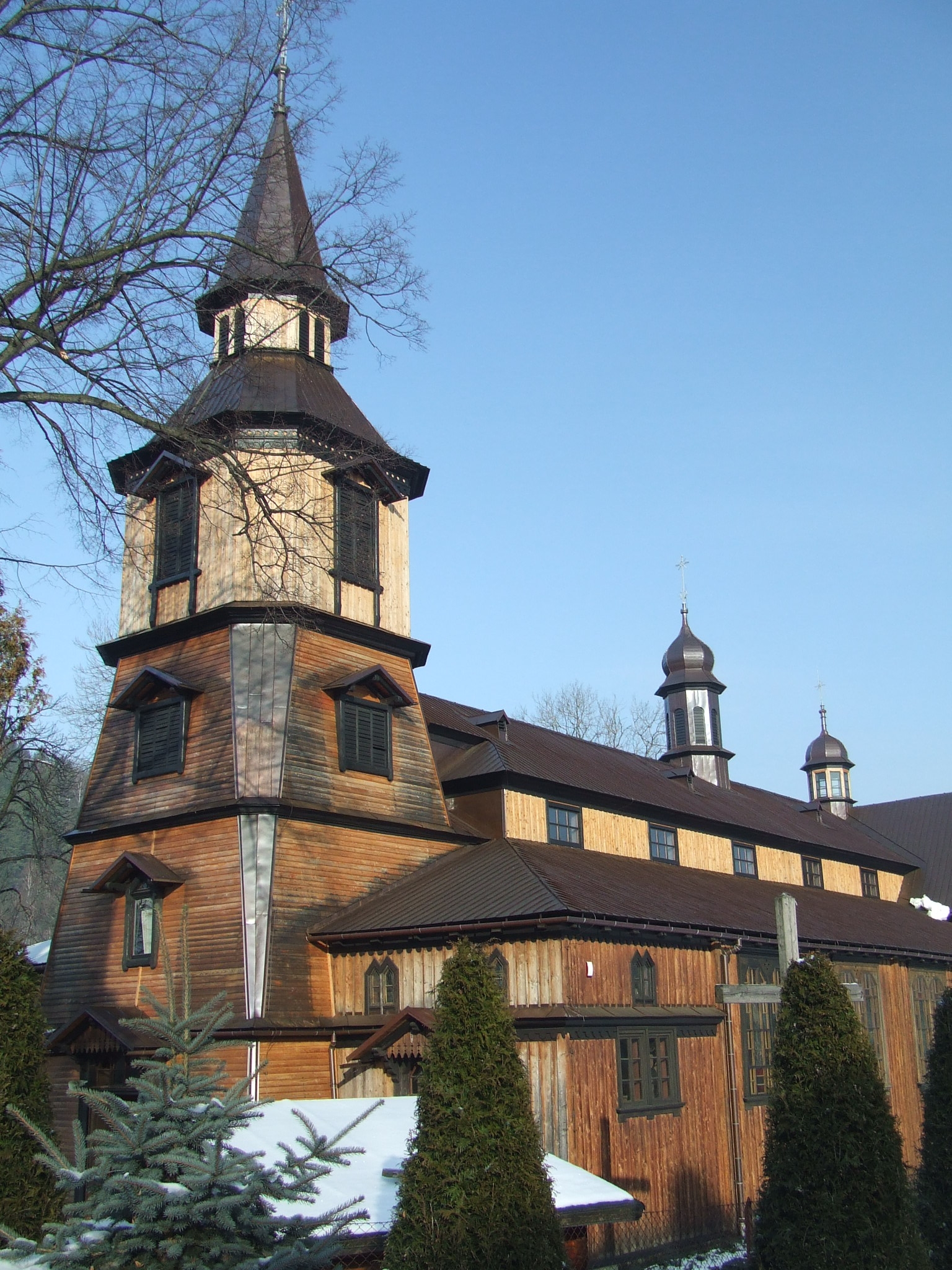
Костёл Святого Климента
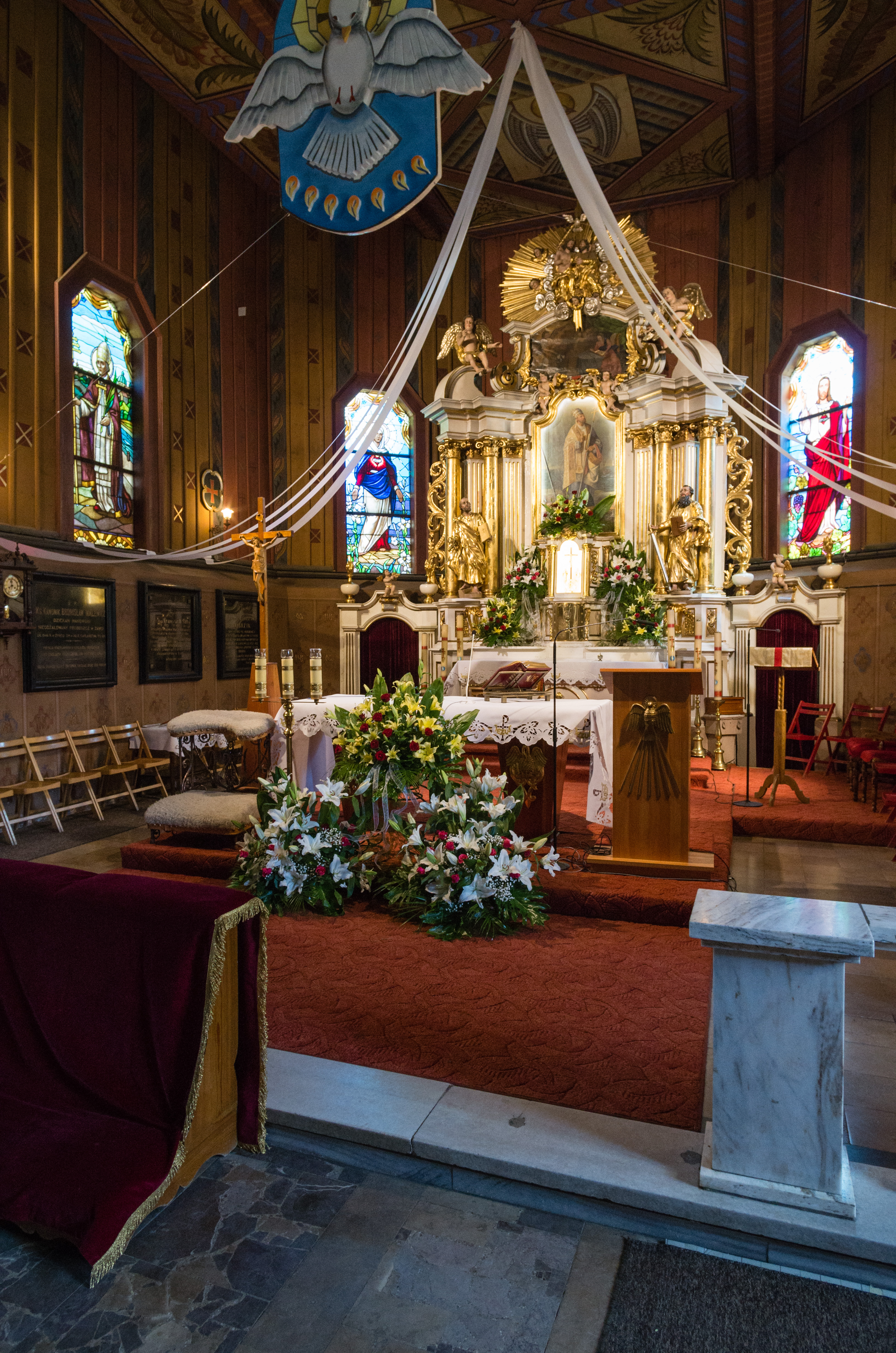
Алтарь в костёле Святого Климента
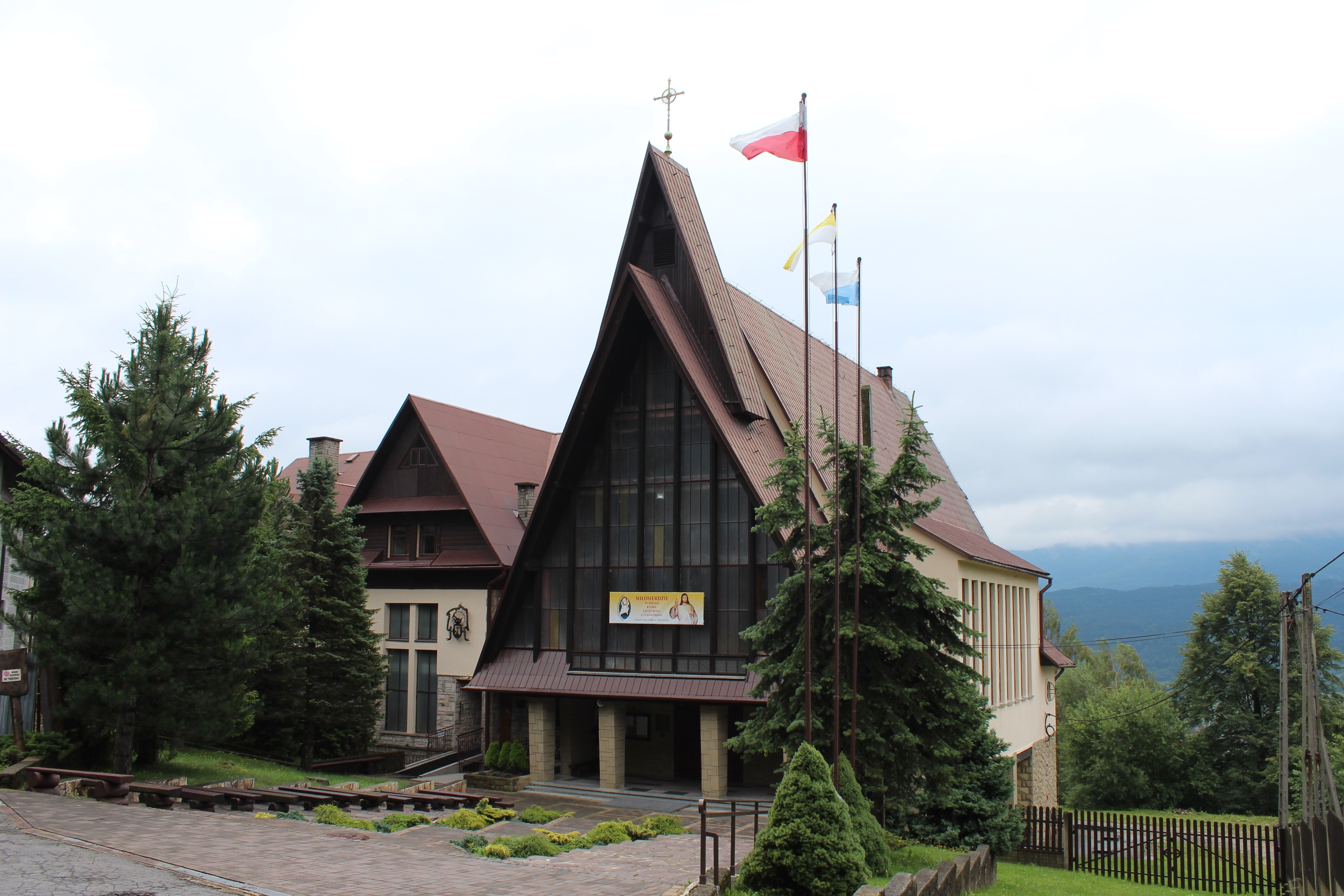
Монастырь Ордена босых кармелитов
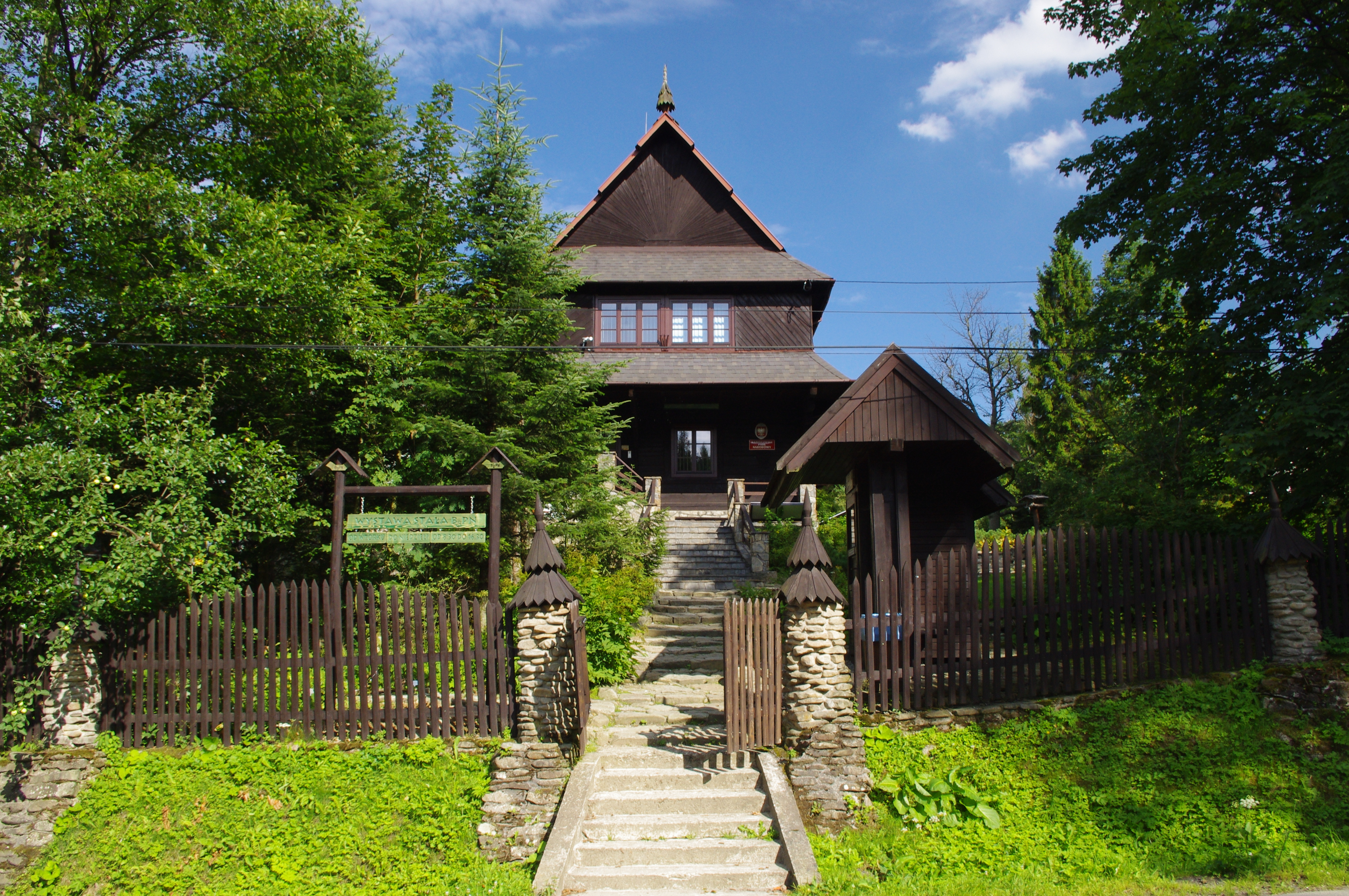
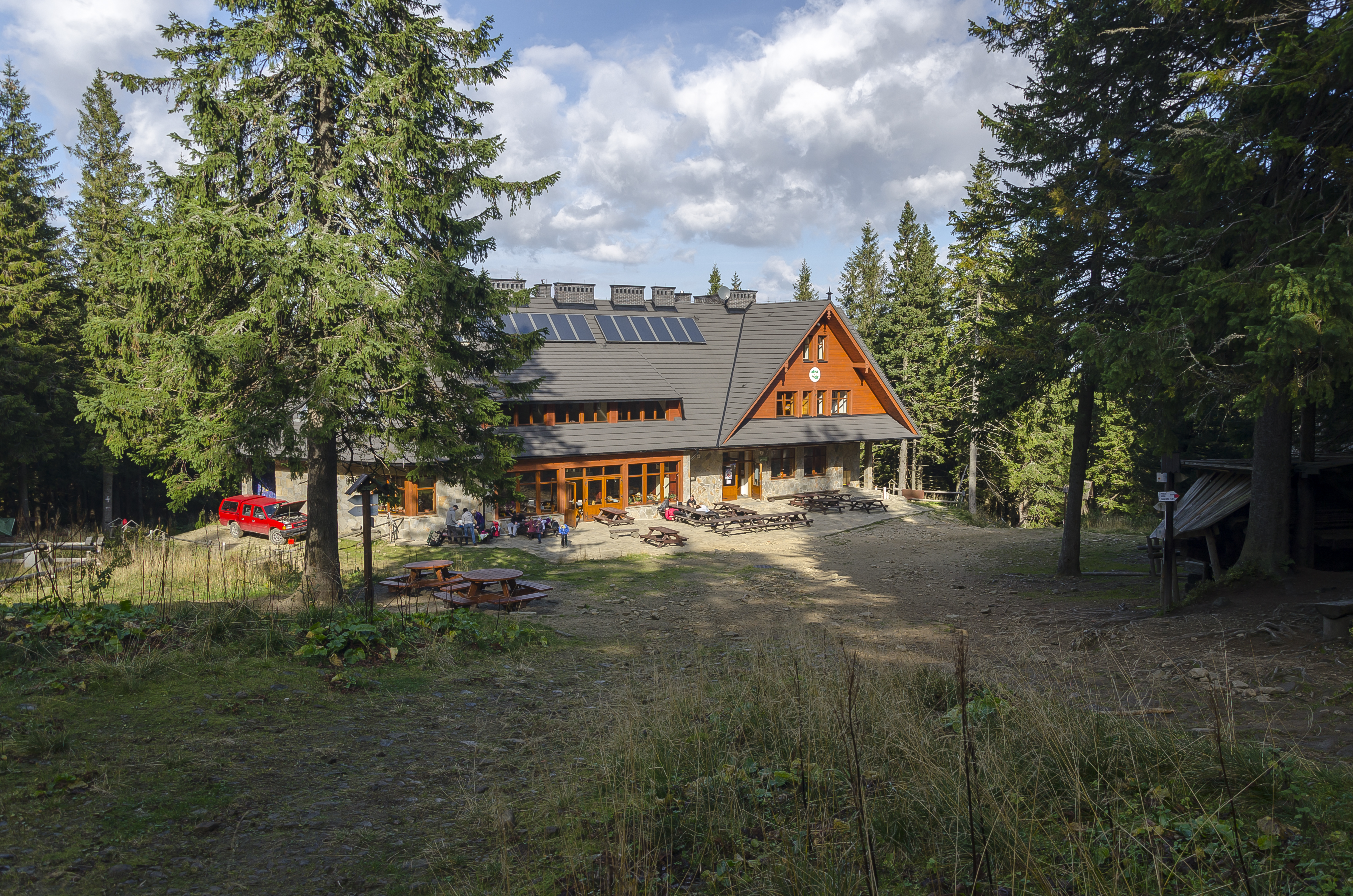
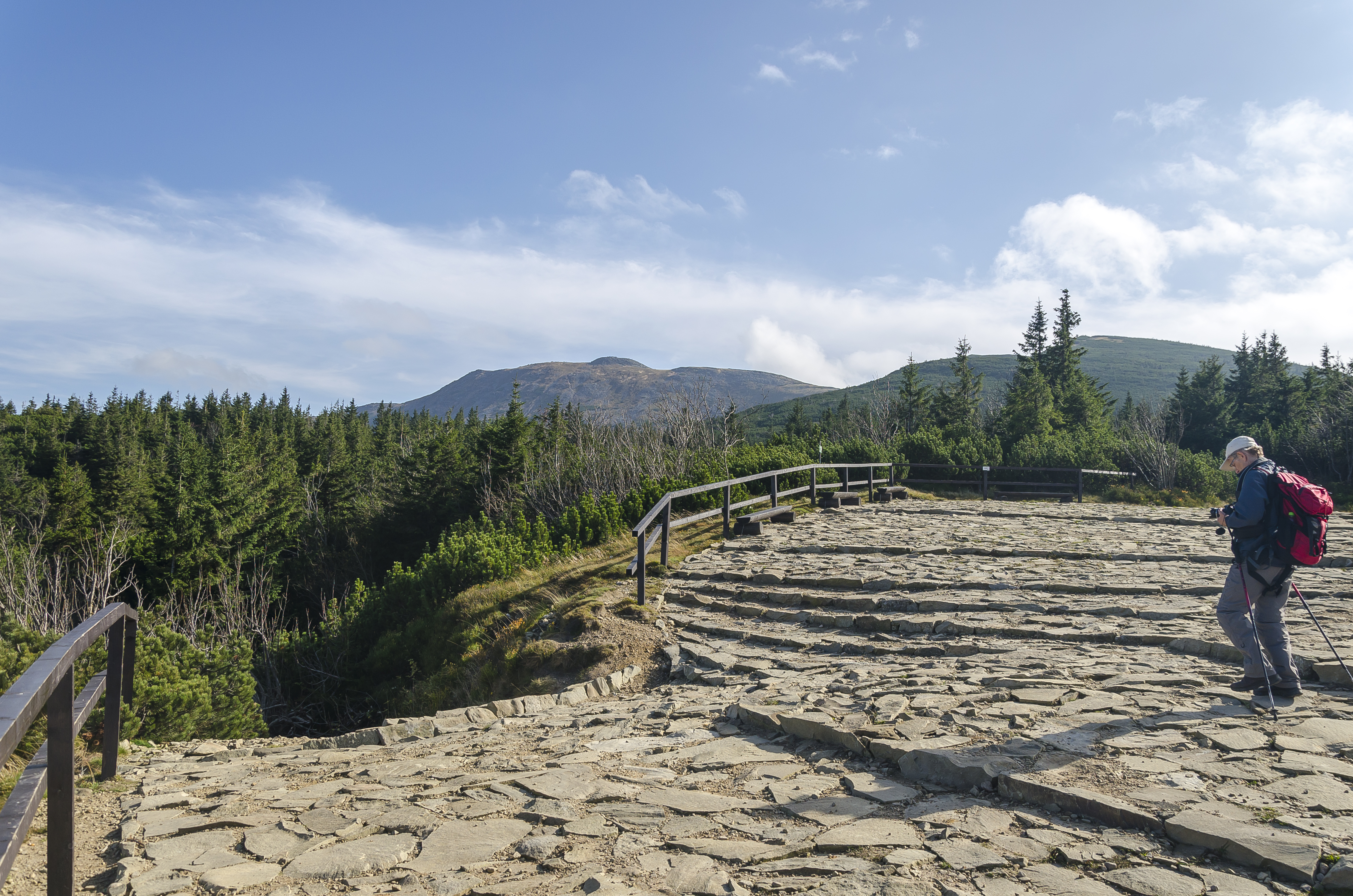